# 檜槇貢
檜槇 貢（ひまき みつぐ、1949年2月27日 - ）は、日本の政治学者。前弘前大学大学院地域社会研究科教授。

## 略歴
- 1949年2月27日に、長崎県佐世保市谷郷町で生まれる。
- 1967年3月、長崎県立佐世保南高等学校卒業。
- 1976年3月、國學院大學大学院法学研究科博士課程を修了。財団法人日本都市センター研究室で市の政策研究に従事
- 1978年4月から2年4ヶ月間、総合研究開発機構（NIRA)で大都市問題等の研究に従事
- 1998年4月から3年間、財団法人山梨総合研究所調査研究部長（初代）
- 2001年4月から2007年3月まで、作新学院大学地域発展学部教授
- 2004年3月に人間福祉博士（法政大学大学院人間社会研究科の課程修了）授与される
- 2007年4月から、弘前大学大学院地域社会研究科教授（～2014年3月）
- 2008年5月から、弘前大学地域共同研究センター長（併任）（～2010年4月）
- 2012年4月から、弘前大学大学院地域社会研究科長 (～2014年3月)
- 2014年4月から、故郷長崎県佐世保市に戻り、佐世保市政策推進センター(自治体シンクタンク)センター長(～2020年3月)
- 2020年4月から、長崎国際大学地域・産学連携特任教授(～2022年3月)

## 著書
- 積み木の都市東京　都市出版、1997年（編著）
- 「市民的地域社会の展開」日本経済評論社、2008年（2009年度日本都市学会賞受賞）